# Salina Slănic
Salina Slănic este o exploatare minieră a sării aflată în stațiunea Slănic, județul Prahova, Muntenia, România. 

## Elemente de geologie
Masivul de sare are o lungime de 5-6 km, o lățime de circa 2-3 km și poate fi exploatat pentru câteva mii de ani. Sarea se prezintă sub formă de cristale bine dezvoltate, care formează o masă compactă grăunțoasă, în care cristalele mari se divizează în masa cristalelor mici. Suprafețele de contact dintre cristale au formă neregulată, ceea ce mărește mult coeziunea și aderența.

## Istoric

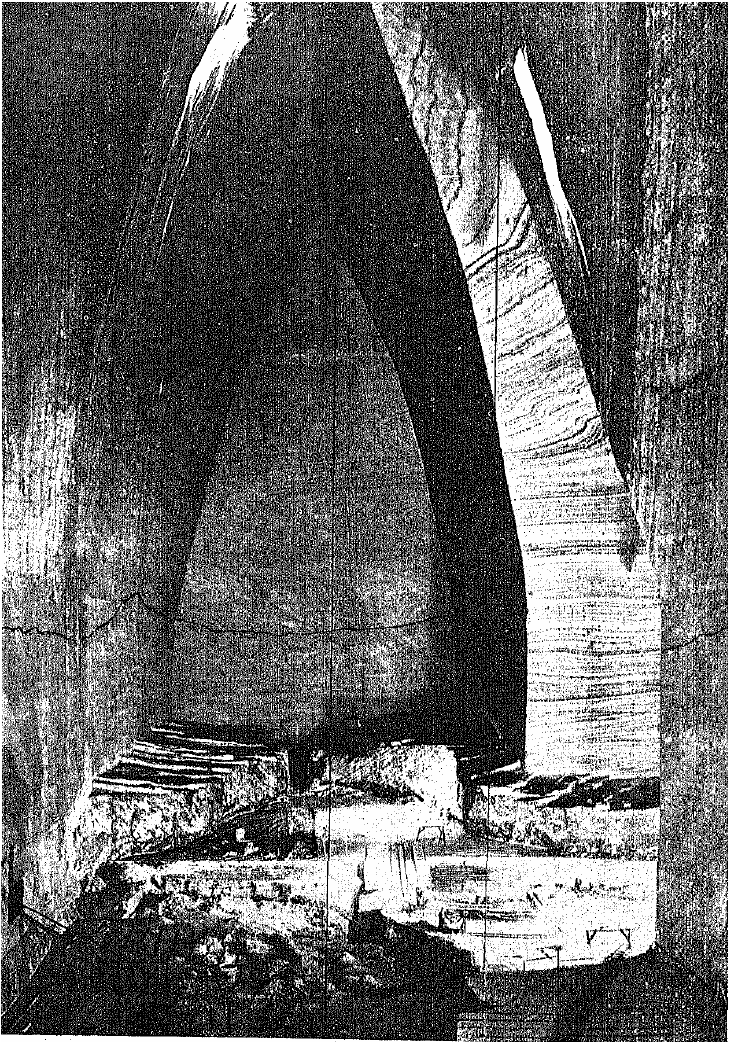
Mina „Carol I” de la Slănic după exploatare, având înălțimea de 96 m.

Începuturile salinei datează din jurul anului 1685, când spătarul Mihail Cantacuzino a realizat că în zonă există un zăcământ de sare și astfel, vrând să deschidă o mină, a cumpărat moșia Slănic. Din documentul care consemnează tranzacția, reiese faptul că înainte de anul 1685 au existat ocne vechi, de adâncimi mici, la 5 km est la Teișani. Sarea în Țara Românească se extrăgea din trei saline: Ocna Mare în Vâlcea, Telega în Prahova și Slănic în Săcuieni.
În anul 1688 pe Valea Verde a fost deschisă prima exploatare, urmând ca între anii 1689-1691 să fie deschise și exploatările de la Baia Baciului, de către Mihail Cantacuzino. În anul 1713 spătarul a donat atât moșia sa din Slănic cât și ocnele de sare, Mănăstirii Colțea din București.
Între anii 1601-1700 exploatarea sării în zonă s-a efectuat la Baia Verde, Dorobanțești și la Baia Baciului, prin metoda de tip exploatări „clopot”, în care accesul se realiza prin două compartimente: unul vertical care se folosea pentru scoaterea sării, iar celălalt oblic pentru intrarea și ieșirea din ocnă.
Din secolul al XIX-lea s-au dat în exploatare „Ocna din Vale” (diametru 75 m, înălțime 145 m) și „Ocna din Deal” (diametru 68 m, înălțime 90 m), fiecare având câte 4 puțuri de exploatare. Între 1865 și 1875 activitatea ocnelor a fost suspendată, începându-se exploatarea minei „Sistematice”, iar după anul 1875 s-a reluat activitatea doar la „Ocna din Vale”. Cele două ocne au fost unite de o galerie în plan înclinat.
În anul 1852 domnitorul Barbu Știrbei cu prilejul unei întrevederi care a avut-o la Sibiu cu împăratul Franz Joseph al Austriei, a solicitat acestuia un inginer specialist în exploatări miniere, în vederea modernizării salinelor din Muntenia. Pe baza unui concurs realizat în același an între inginerii din Austro-Ungaria a fost recomandat inginerul Carol Karacsony, șeful Salinei Ocna Dej. După numeroase studii geologice și sondaje, el a adus propunerea Ministerului de Finanțe de a abandona metoda de exploatare cu camere ogivale și folosirea metodei camerelor cu profil trapezoidal, folosită pentru prima dată la Salina Wieliczka din Polonia.
S-a ales amplasamentul viitoarei mine pe versantul vestic a Slănicului și a fost deschisă în 1860 cu numele de „Sistematica”, cu două puțuri de extracție, un singur crivac, un puț cu scări pentru personal și două camere principale în formă de „T” denumite „St. Alexandru” și „St. Carol”, cu o deschidere la tavan de 6 stânjeni (circa 13 m). Din proiect urmau să se mai deschidă alte două camere. Activitatea minei a fost suspendată în anul 1875 deoarece calitatea sării era una inferioară și exista pericolul de prăbușire.
În 1867 inginerul Karacsony a propus deschiderea unei noi mine cu profil ogival din „Ocna din Deal” și „Ocna din Vale”, iar în anul 1867 s-a deschis mina „Carol I” cunoscută ca „Mina nouă din deal”. Mina consta în 4 camere cu deschidere la tavan de 4 m și la talpă de 40-50 m (exceptând camera 4 care are doar 40 m) înălțime până la tavan de circa 96 m și următoarele lungimi: Camera 1 - 95 m, Camera 2 - 196 m, Camera 3 - 197 m și Camera 4 - 27 m. Extracția se făcea anevoios, astfel încât s-a realizat adâncirea puțului vechi de extracție în anul 1878 și s-a montat o mașină de extracție cu aburi cu cablu lat de la firma Cockerill din Seraing, renunțându-se la crivacul acționat cu forța animală. La 20 ianuarie 1881 s-a realizat noul puț de extracție, renunțându-se la cel din „Ocna veche din vale”. Exploatarea a durat până în 1937 dar puțul a fost menținut activ pentru a deservi noua mină „Unirea”.
Prin inundarea Salinei Doftana și părăsirea ei în 1901, Regia Monopolurilor Statului a luat hotărârea să deschidă un nou câmp de exploatare care să completeze mina „Carol I” pentru satisfacerea consumului intern și exportului. Între anii 1909 și 1912 s-a realizat adâncirea puțului de extracție și deschiderea minei „Mihai I” („Mina nouă din vale”), ce a funcționat simultan cu exploatarea 
Carol (Principatele Unite). În același an a fost introdus iluminatul electric în mina „Mihai I” și s-a instalat o mașină de extracție adusă de la Salina Doftana. Câmpul de exploatare este format din 6 camere cu profil trapezoidal, având o deschidere la tavan de 12 m, o înclinare de 60° și deschidere la talpă de 37 m. Mina comunică cu „Carol I” printr-o galerie. Suprafața totală de exploatare a minei „Mihai I” este de 12.500 mp. Deoarece mina „Carol I” a ajuns la o adâncime de 96 m, întâlnirea unui strat de sare pământoasă în camerele 2 și 3 și pericolul de prăbușire a peretelui nordic al camerei 3, Regia Monopolurilor Statului a luat hotărârea de a deschide o nouă exploatare pentru a completa activitatea minei „Mihai I” și a o închide pe „Carol I”. A fost adus inginerul belgian Maurice Bodart ce în februarie 1938 a deschis mina „Unirea”, proiectată a avea 15 camere cu profil trapezoidal, deschidere la tavan 10 m, înclinare la 60°, deschiderea la talpă 35 m și o suprafață de exploatare de 76.000 mp. Lucrările de exploatare în mina „Mihai I” s-au încheiat în 1943 când s-a trecut la o noua exploatare a minei „Unirea”. Din aceasta s-a extras sare până în anul 1970 când s-a mutat în mina „Victoria”.

## Date tehnice
Necesitatea creșterii gradului de exploatare a rezervelor s-a reflectat în exploatare prin aplicarea sistemului de camere și pilieri pătrați cu exploatarea a 11 etaje. Fluxul minier s-a realizat în succesiunea: havare, perforare, încărcarea găurilor cu explozivi, împușcarea frontului de abataj, copturirea frontului de lucru, încărcarea sării din abataje la concasorul cu rostogol, concasarea sării în subteran și transportul auto pe releu de benzi al minei.
Din octombrie 1992 s-a trecut la exploatarea rezervelor din zona de sud-est a zăcământului de sare.

## Baza turistică

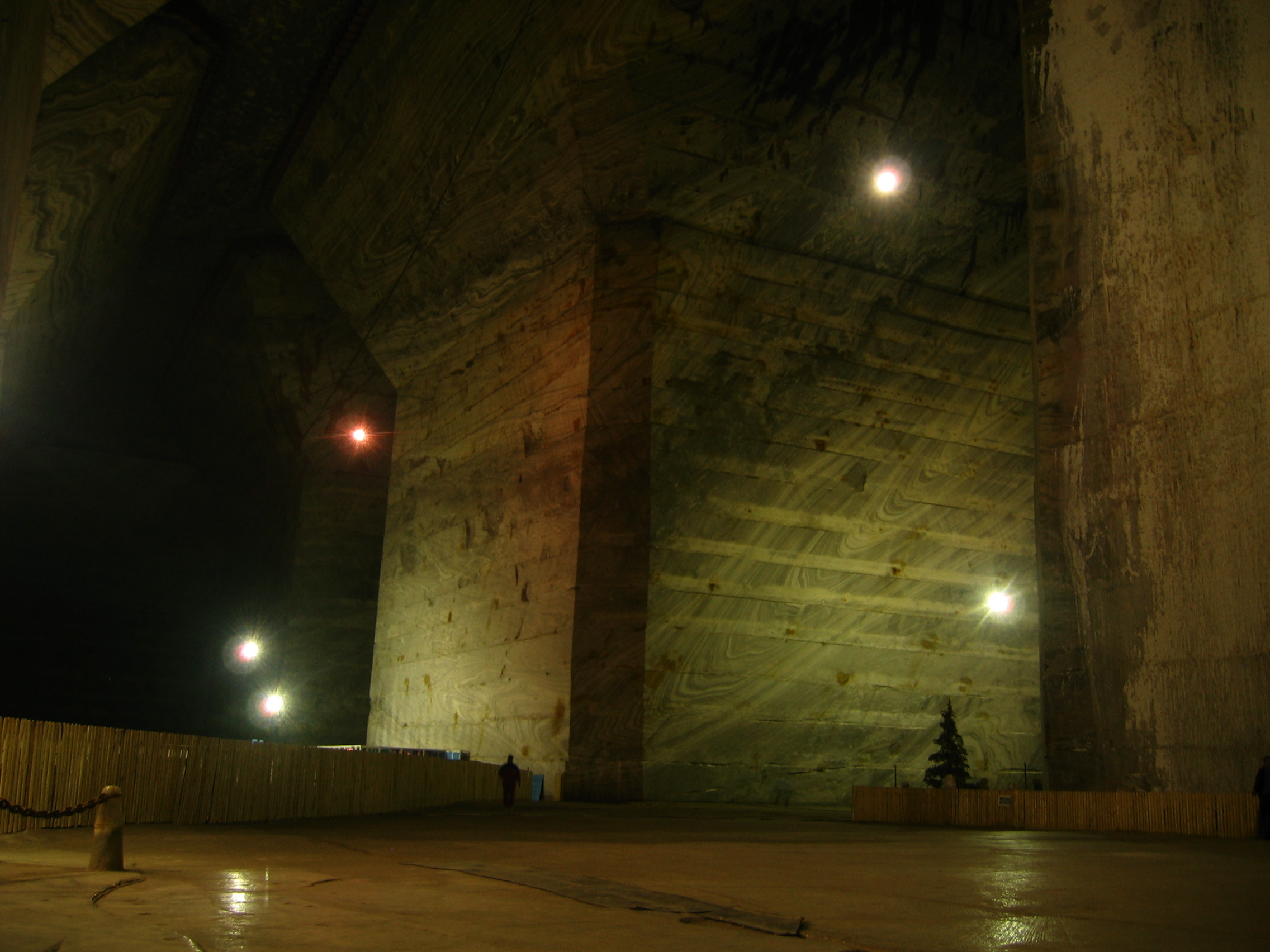
Vedere generală
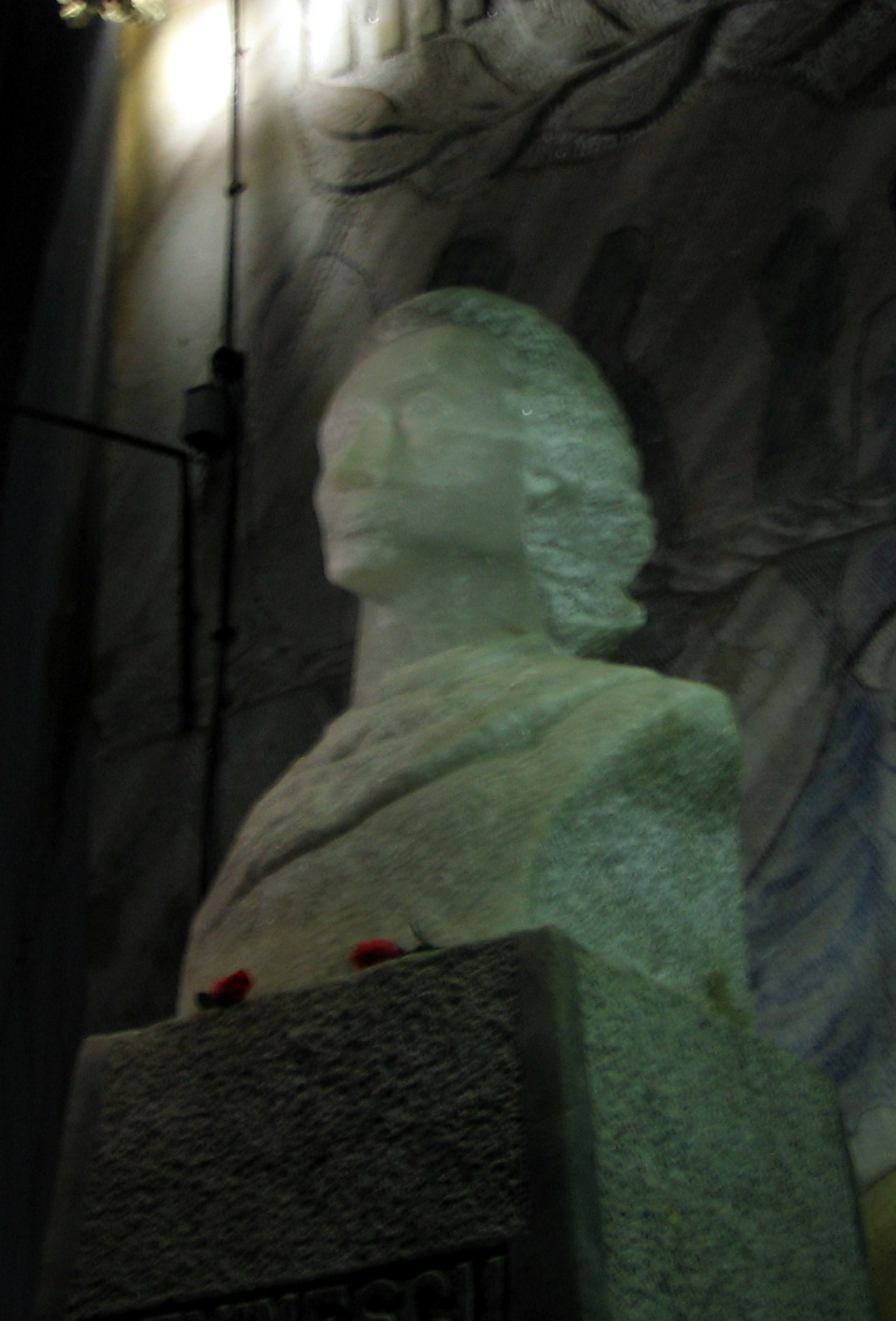
Bustul lui Mihai Eminescu
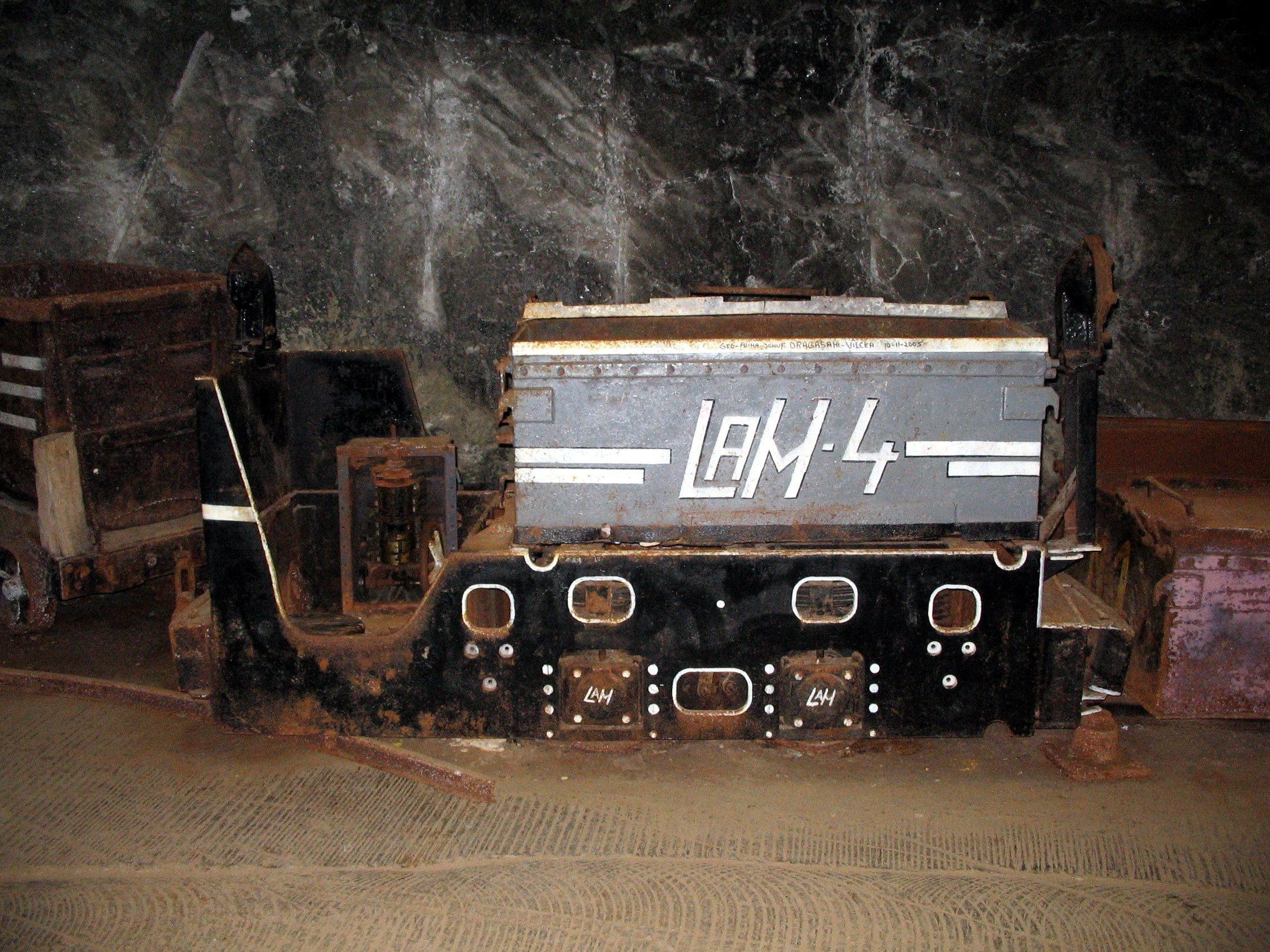
Locomotivă de extracție
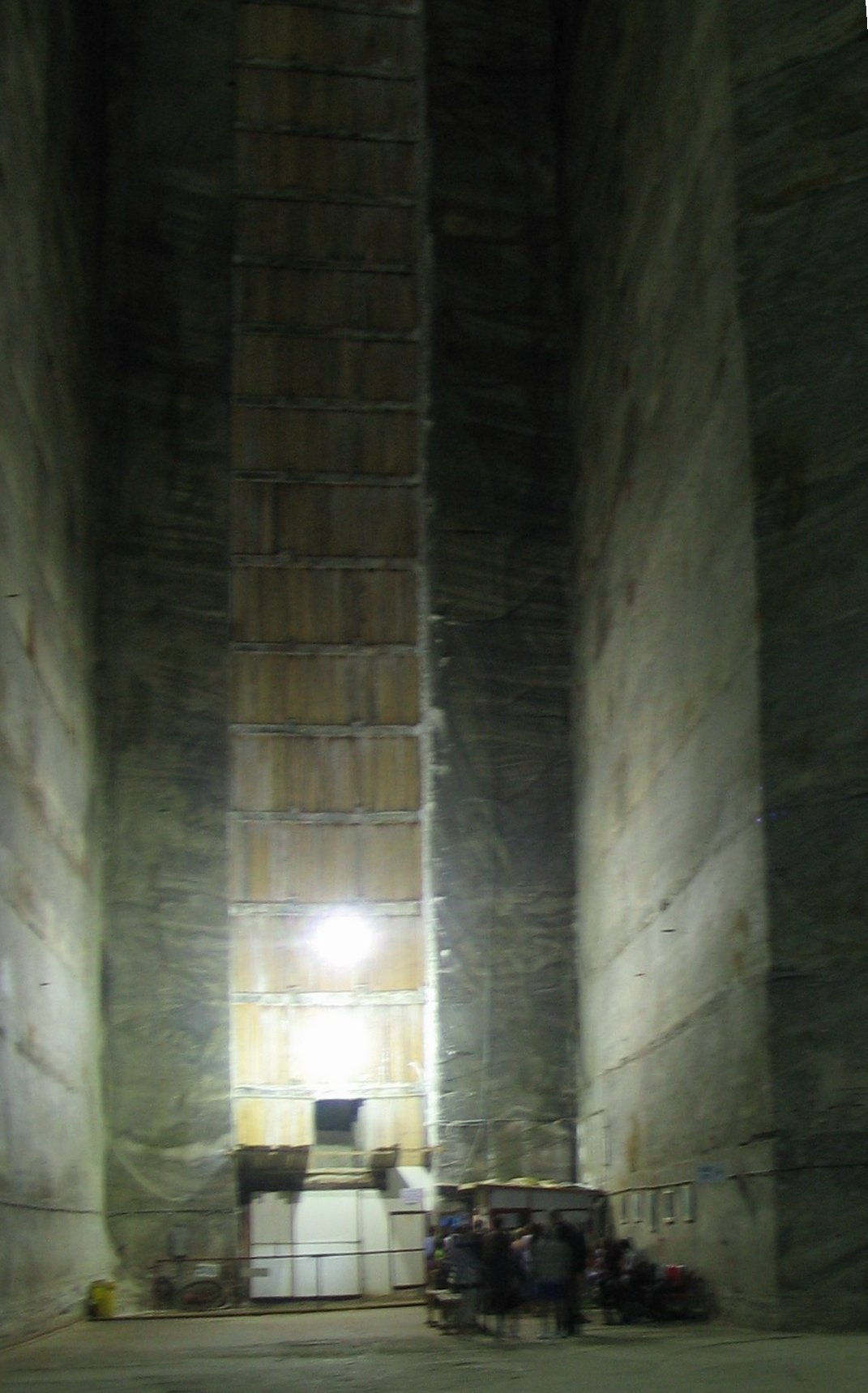
Puțul ascensorului
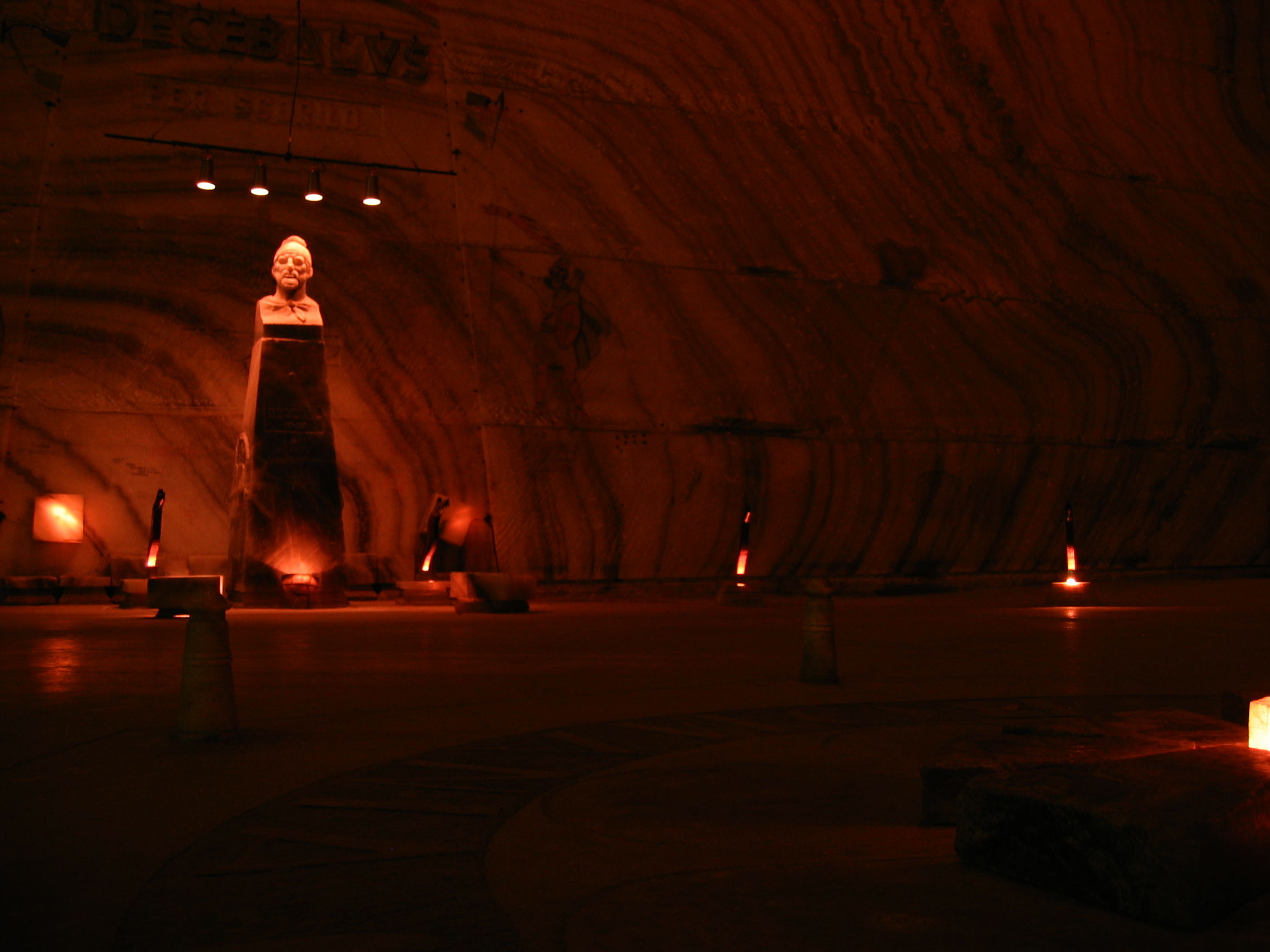
Sala Genezei

## Accidente și incidente notabile
Accesul în salină se face momentan cu microbuzele, după ce în 9 august 2014 ascensorul salinei care trebuia să coboare cabina la 204 metri s-a prăbușit de la 4 m înălțime cu 8 turiști în el, doi dintre aceștia fiind răniți.
Pe 1 aprilie 2018, s-a răsturnat în subteran un autobuz în care se aflau 22 de persoane, incluzând 19 turiști israelieni. Toate cele 22 de persoane rănite au fost duse la spital.